# 徐本禹
徐本禹（1982年4月—），山东聊城人，中华人民共和国政治人物，感动中国年度人物。现任共青团湖北省委副书记。

## 生平
出生於山東聊城的一個貧窮農村家庭，1999年至2003年就讀於華中農業大學。2003年考取農業經濟管理專業公費研究生，但沒有立即就讀，到貴州省大方縣貓場鎮狗吊岩村岩洞小學與大水鄉大石村大石小學支教。徐本禹因天涯社區的文章《两所山村小学和一个支教者》而被中國人所熟知，後獲選中國中央電視台“感动中国·2004年度人物”。
作爲中非合作論壇後中國派往非洲的第一批志願者，也是中國首次往津巴布韦選派志願者。2007年1月24日，前往津巴布韦進行漢語教學。同年10月，徐本禹作為代表出席在北京召開的中共十七大。2008年5月，任华中农业大学团委副书记。
2010年5月，赴共青团湖北省委工作，历任学校部副部长兼省青年志愿者行动指导中心副主任、实业发展管理中心主任、学校部部长等职务。
2017年12月，出任中共秭归县委副书记。2021年6月，任宜昌市社会科学界联合会党组书记、主席，一级调研员。
2022年8月，回到武汉，升任共青团湖北省委副书记。

## 外部連結
- 徐本禹在新浪網上的網志 （页面存档备份，存于）
- 徐本禹：说说大学生对十七大期待 （页面存档备份，存于）
- 两所乡村小学和一个支教者[]
- 央视专访支教大学生徐本禹：为了大山里的渴望 （页面存档备份，存于）